# Гань (фамилия)

Иероглиф клана Гань

Гань (甘 — букв. «сладкий») — китайская фамилия (клан).

## Известные Гань
- Гань Бао — китайский писатель, историк, государственный служащий времён династии Цзинь.
- Гань Дэ (甘德) — китайский астроном (астролог) прибл. 4 века до н. э., уроженец государства Ци.
- Гань Ин (甘英) — китайский военный посланник, направленный генералом Бань Чао в 97 г. н. э. в Дацинь (Рим).
- Гань Фуси[кит.] (род. 1933) — китайский учёный, специалист по оптическим материалам, действительный член Академии наук КНР.
- Гань Цзычжао[кит.] (род. 1938) — китайский физик, специалист по сверхпроводимости, действительный член Академии наук КНР.